# Cricket in Sri Lanka
Cricket ist in Sri Lanka die wichtigste Sportart. Der professionelle Cricket-Sport wird vom Sri Lanka Cricket (SLC) organisiert. Die sri-lankische Nationalmannschaft ist seit dem Jahr 1982 berechtigt Test Cricket zu bestreiten. Ihre größten Erfolge waren der Gewinn des Cricket World Cup 1996, dem geteilten Sieg bei der ICC Champions Trophy 2002 und der Gewinn der ICC World Twenty20 2014.

## Geschichte

### Anfänge des Crickets in Sri Lanka
Cricket wurde im damaligen Ceylon in der ersten Hälfte des 19. Jahrhunderts eingeführt. 1832 wurde mit dem Colombo Cricket Club der erste Verein gegründet. Ab der zweiten Hälfte des 19. Jahrhunderts war das Land Ziel zahlreicher Teams, die sich von Europa aus auf dem Weg zu oder auf der Rückkehr von Australien fanden. Auf nationaler Ebene wird auch heute noch anders als in anderen wichtigen Cricket-Nationen Cricket vornehmlich auf Clubebene ausgetragen. Dies begann 1937 mit der Daily News Trophy, ein Turnier das während seiner Geschichte mehrere Namen trug und 1998/99 in Premier Trophy umbenannt wurde.

### Aufstieg zur Test-Nation
Sri Lanka nahm erstmals beim Cricket World Cup 1975 an einer Weltmeisterschaft teil und konnte die erste Qualifikation für eine Weltmeisterschaft, die ICC Trophy 1979, für sich entscheiden, um 1979 erneut am Cricket World Cup teilzunehmen. Dort konnten sie überraschend Indien schlagen, woraufhin sie 1982 Test-Status erhielten. Ab der Saison 1988/89 wurde mit Premier Limited Overs Tournament ein List-A-Wettbewerb ausgetragen.

### Vorstoss in die Weltspitze
Der Cricket World Cup 1996 wurde neben Indien und Pakistan auch in Sri Lanka ausgerichtet. Sri Lanka gewann im Finale gegen Australien und erreichte so den Gewinn des ersten Weltmeisterschaftstitels. Bei der abermals in Sri Lanka ausgetragenen ICC Champions Trophy 2002 konnten sie sich den Gewinn mit Indien teilen. Ein weiterer Weltmeisterschaftsgewinn konnte sich die Nationalmannschaft in 2014 bei der Twenty20-Weltmeisterschaft in Bangladesch erzielen. Im Jahr 1997 wurde die Frauen-Nationalmannschaft gegründet. Seit 2004 findet mit dem SLC Twenty20 Tournament auch ein nationaler Twenty20-Wettbewerb statt.

## Organisation
Der seit 1975 existierende Verband Sri Lanka Cricket (bis 2003 Board of Cricket for Sri Lanka) organisiert in Sri Lanka sowohl das nationale, als auch das internationale Cricket. Er ist Vollmitglied im International Cricket Council.

## Nationales Cricket
Das vom SLC organisierte Cricket umfasst auf dem obersten Niveau folgende Wettbewerbe.

### First Class Cricket
Der wichtigste Wettbewerb im First-Class Cricket ist die Premier Trophy, die zwischen Clubmannschaften ausgetragen wird. Der 1938 gegründete Wettbewerb wird vorwiegend als im Ligasystem ausgetragen. Die erfolgreichste Mannschaft ist der Singhalese Sports Club, der den Wettbewerb bis heute 32 Mal gewinnen konnte.
Zwischen 1990 und 2009/10 wurde vereinzelt auch das Inter-Provincial First Class Tournament als First-Class Wettbewerb ausgetragen, der von Mannschaften die die Provinzen repräsentieren bestritten wurde.

### List A Cricket
Seit 1988/89 wird mit dem Premier Limited Overs Tournament auch ein List-A-Wettbewerb ausgetragen. Beim ebenfalls durch die Clubs ausgetragenen Turnier ist ebenfalls der Singhalese Sports Club mit sieben Gewinnen die erfolgreichste Mannschaft.

### Twenty20 Cricket
Für die Club-Mannschaften wird mit dem SLC Twenty20 Tournament seit 2004 ein Twenty20 Wettbewerb ausgetragen. Dieser Stand seit 2008 in Konkurrenz zum SLC Super Provincial Twenty20, dass mit Provinzmannschaften ausgetragen wird. Eine Franchise-basierende Liga wurde in den vergangenen Jahren mehrfach versucht zu etablieren (als Sri Lanka Premier League und Lanka Premier League), was bisher jedoch nicht gelang.

### Abseits der nationalen Ligen
Auf regionaler Ebene gibt es zahlreiche Cricketligen, vornehmlich von Clubs ausgetragen.

## Popularität des Crickets in Sri Lanka
Cricket ist in Sri Lanka die beliebteste Sportart. Dies wurde vor allem durch den Gewinn des Cricket World Cups 1996 befördert, da zuvor Rugby als beliebteste Sportart im Land galt. Es dient als wichtige Identifikation mit dem Land, vor allem nach dem Ende des Bürgerkriegs.